# Ulrich Peltzer

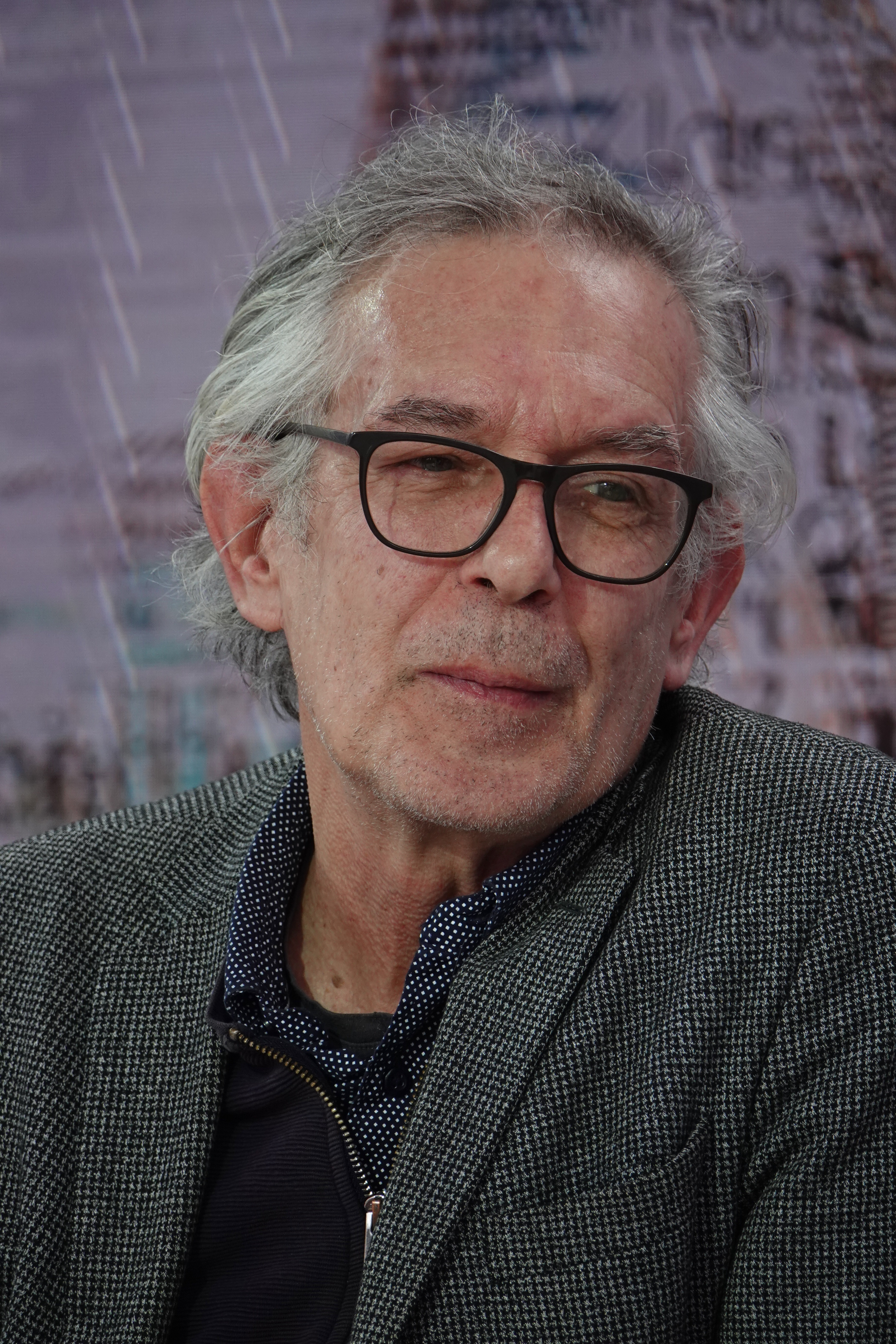
Ulrich Peltzer auf der Leipziger Buchmesse 2024

Ulrich Peltzer (* 9. Dezember 1956 in Krefeld) ist ein deutscher Schriftsteller.

## Leben
Ulrich Peltzer studierte ab 1975 Psychologie und im Nebenfach Philosophie an der Freien Universität und schloss das Studium 1982 als Diplom-Psychologe ab. In seiner Diplomarbeit behandelte er „Aspekte der Formierung bürgerlicher Individualität in der höfischen Gesellschaft“.
Nach dem Studium arbeitete er in Berlin am Institut für forensische Psychiatrie und als Filmvorführer. Als freier Schriftsteller hat er mehrere Bücher veröffentlicht. Darin verarbeitet er seine  Berliner Zeit und  New Yorker Erfahrungen. Charakteristisch für Peltzers Großstadtromane ist der Verzicht auf eine herkömmliche realistische Schilderung der Außenwelt. Im Zentrum steht stattdessen die Wiedergabe von Bewusstseinsvorgängen der Protagonisten. Seine Hinwendung zur Metropole beschreibt er so: Mir fehlt das Gefühl der Nostalgie. Landschaften evozieren bei mir nicht viel. Ich bin gern in großen Städten.
Er ist Mitglied des PEN-Zentrums Deutschland. In der Akademie der Künste (Berlin) ist er seit 2010 gewähltes Mitglied und seit 2015 Direktor der Sektion Literatur, deren stellvertretender Leiter er bereits 2012 wurde. Nach zwei jeweils dreijährigen Amtszeiten als Sektionsleiter wurde er von Kerstin Hensel abgelöst.
Die Deutsche Akademie für Sprache und Dichtung wählte ihn 2015 zum Mitglied.

## Werke

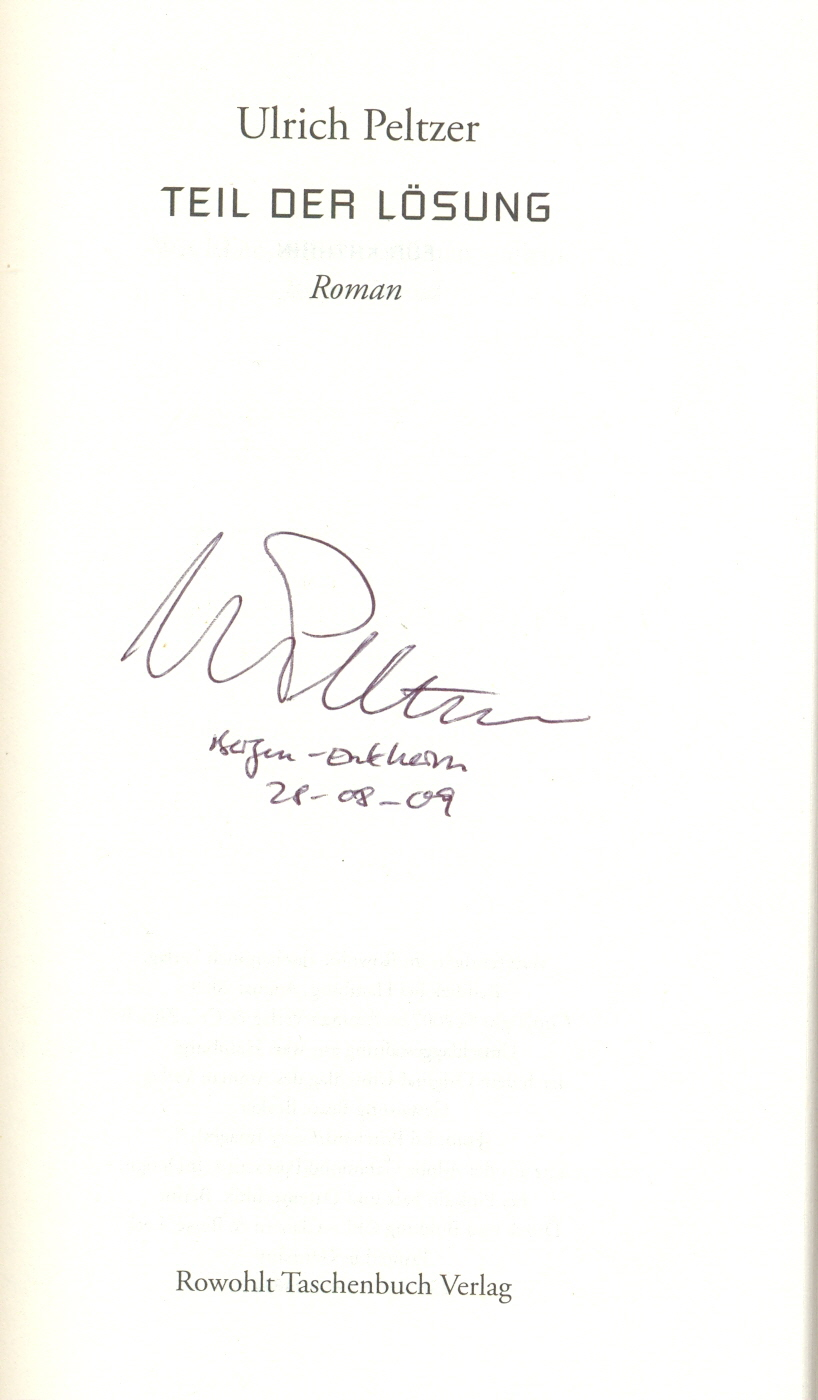
Autograph

- Die Sünden der Faulheit. Roman, Ammann Verlag, Zürich 1987, ISBN 3-250-10067-6; als Taschenbuch: Fischer Taschenbuch Verlag, Frankfurt am Main 2013, ISBN 978-3-596-18908-3.
- Stefan Martinez. Roman, Ammann Verlag, Zürich 1995, ISBN 978-3-250-10270-0; als Taschenbuch: Fischer Taschenbuch Verlag, Frankfurt am Main 2013, ISBN 978-3-596-18907-6.
- Alle oder keiner. Roman, Ammann Verlag, Zürich 1999, ISBN 978-3-250-10408-7; als Taschenbuch: Fischer Taschenbuch Verlag, Frankfurt am Main 2013, ISBN 978-3-596-19631-9.
- Bryant Park. Erzählung, Ammann Verlag, Zürich 2002, ISBN 978-3-250-60035-0; als Taschenbuch: Fischer Taschenbuch Verlag, Frankfurt am Main 2013, ISBN 978-3-596-19630-2.
- Teil der Lösung. Roman, Ammann Verlag, Zürich 2007, ISBN 978-3-250-60113-5; als Taschenbuch: rororo, Reinbek 2009, ISBN 978-3-499-24844-3.
- Vom Verschwinden der Illusionen und den wiedergefundenen Dingen. Rede an die Abiturienten des Jahrgangs 2008. Hg. von Ralph Schock. Gollenstein Verlag, Merzig 2008, ISBN 978-3-938823-37-8.
- Unter dir die Stadt. Drehbuch (Co-Autor), 2010.
- Angefangen wird mittendrin. Frankfurter Poetik-Vorlesungen. S. Fischer Verlag, Frankfurt am Main 2011, ISBN 978-3-10-060806-2.
- Die Lügen der Sieger. Drehbuch, 2014.
- Das bessere Leben. Roman, S. Fischer Verlag, Frankfurt am Main 2015, ISBN 978-3-10-060805-5; als Taschenbuch: Fischer Taschenbuch Verlag, Frankfurt am Main 2016, ISBN 978-3-596-18742-3.
- Das bist du. Roman, S. Fischer Verlag, Frankfurt am Main 2021, ISBN 978-3100024664; als Taschenbuch: Fischer Taschenbuch Verlag, Frankfurt am Main 2024, ISBN 978-3-596-03461-1.
- Der Ernst des Lebens. Roman, S. Fischer Verlag, Frankfurt am Main 2024, ISBN 978-3-10-002467-1.[5]

## Auszeichnungen
- 1992: Bertelsmann-Stipendium beim Ingeborg-Bachmann-Wettbewerb in Klagenfurt am Wörthersee
- 1996: Berliner Literaturpreis der Stiftung Preußische Seehandlung
- 1997: Anna Seghers-Preis
- 2000: Preis der SWR-Bestenliste
- 2001: Niederrheinischer Literaturpreis der Stadt Krefeld
- 2003: Literaturpreis der Stadt Bremen
- 2008: Berliner Literaturpreis für sein Gesamtwerk
- 2008: Düsseldorfer Literaturpreis
- 2008: Spycher: Literaturpreis Leuk
- 2009/2010: Stadtschreiber von Bergen
- 2010: Förderpreis Deutscher Film für das Drehbuch zu Unter dir die Stadt (gemeinsam mit Christoph Hochhäusler)
- 2010: Mitglied der Akademie der Künste in Berlin.
- 2010/2011: Frankfurter Poetik-Vorlesungen unter dem Motto „angefangen wird mittendrin“
- 2011: Heinrich-Böll-Preis für seine „hellsichtige, unbestechliche Analyse unserer Gegenwart“[6]
- 2013 Carl-Amery-Literaturpreis
- 2015: Marieluise-Fleißer-Preis[7]
- 2015: Peter-Weiss-Preis
- 2015: Franz-Hessel-Preis für Das bessere Leben
- 2016: Gerty-Spies-Literaturpreis
- 2016: Kranichsteiner Literaturpreis „in Anerkennung seines bisherigen Werks unter besonderer Berücksichtigung des Romans Das bessere Leben“[8]

## Interviews
- Ich setze mich einfach hin und fange an – Interview. In: BELLA triste Nr. 10, 2004.
- „Warum sind Gefühle nicht das Wahre, Herr Peltzer?“ – Interview von Jesko Bender in der FAZ 28. März 2011[9]